# 徐緯
徐緯（1501年—？），字文成，浙江紹興府山陰縣人，軍籍，明朝政治人物。

## 生平
嘉靖七年（1528年）戊子科浙江鄉試第二十三名舉人，十七年（1538年）中式戊戌科會試第二百九十六名，二甲第五十六名進士。授禮部主事，升員外郎，二十三年（1544年）正月升福建按察司僉事。

## 家族
曾祖徐瑾；祖父徐鋼；父徐恇，母沈氏。具慶下。從弟徐緝、徐綜。